# 高原一郎

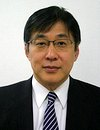
高原 一郎

髙原 一郎（たかはら いちろう、1956年6月8日 - ）は、日本の経済産業官僚。中小企業庁長官や、資源エネルギー庁長官、丸紅取締役副会長を経て、エネルギー・金属鉱物資源機構理事長。

## 人物・経歴
東京都生まれ。1975年筑波大学附属高等学校卒業。1979年東京大学法学部卒業、通商産業省入省。1994年中小企業庁計画部振興課長。1996年富山県理事・企画部次長。1997年富山県商工労働部長。1999年通商産業省産業政策局調査課長。2001年内閣官房行政改革推進事務局公務員制度等改革推進室内閣参事官。2003年経済産業省経済産業政策局地域経済産業グループ地域経済産業政策課長。2004年経済産業省大臣官房会計課長兼監査室長。2005年資源エネルギー庁省エネルギー・新エネルギー部長。2006年独立行政法人経済産業研究所副所長。中小企業庁次長を経て、2009年経済産業省関東経済産業局長。2010年中小企業庁長官。2011年資源エネルギー庁長官。2013年丸紅顧問。2014年丸紅代表取締役常務執行役員社長補佐、市場業務部・経済研究所担当役員、生活産業グループ管掌役員。2019年丸紅代表取締役副社長執行役員電力・エネルギー・金属グループCEO。2020年丸紅取締役副会長、日本カザフスタン経済委員会会長。2022年丸紅副会長。2023年エネルギー・金属鉱物資源機構理事長。